# Windows Vista
Windows Vista est un système d'exploitation propriétaire de la famille Microsoft Windows, et plus précisément de la branche Windows NT (NT 6.0), développé et commercialisé par la société Microsoft. Il a été mis sur le marché le 30 janvier 2007, soit plus de cinq ans après son prédécesseur, Windows XP. Son successeur est Windows 7, sorti en octobre 2009.
Selon Microsoft, Windows Vista contient des centaines de nouvelles fonctionnalités. Les plus significatives d'entre elles sont probablement le renouveau de l'interface graphique, une fonction de recherche plus développée grâce à l'indexation, de nouveaux outils de création multimédia, comme le créateur de DVD Windows, la configuration réseau en partie réécrite et, enfin, le noyau mis à jour en version NT 6.0 assurant une plus grande stabilité et de meilleures performances.
Windows Vista vise à augmenter le niveau de communication entre les machines sur un réseau local en utilisant la technologie du peer-to-peer qui simplifie le partage de fichiers et de médias numériques entre les ordinateurs et les périphériques. Pour les développeurs, Vista introduit la version 3 du Framework .NET qui a pour objectif de faciliter la programmation d'applications par rapport à l'utilisation traditionnelle des API Windows.
Le premier objectif de Microsoft était d'obtenir une meilleure sécurité pour le système. Une des critiques les plus courantes de Windows XP et de ses prédécesseurs concernait leur vulnérabilité aux logiciels malveillants et aux virus. Ces failles, une fois découvertes, étaient assez souvent exploitées et permettaient de pénétrer dans l'ordinateur. À la vue de ceci, Bill Gates a annoncé début 2002 le rachat de Trustworthy Computing pour ajouter de nouvelles fonctions de sécurité dans les prochaines versions de Windows. Microsoft a déclaré avoir donné la priorité à l'amélioration de la sécurité de Windows XP et celle de Windows Server 2003 avant de finir le développement de Vista, ce qui a retardé de manière significative sa version finale.
Le nom Windows Vista a été annoncé comme nom définitif le 22 juillet 2005. Auparavant, le nom de code du système était Longhorn.
Le support de Windows Vista a pris fin le 11 avril 2017. Depuis cette date, Microsoft n'offre plus de nouvelles mise à jour du système d'exploitation ni de correctif de sécurité pour cette version de Windows. Entre autres, la base virale de Windows Defender n'est plus gérée.

## Historique
Le développement de Windows Vista a été annoncé en août 2001, comme une version intermédiaire de Windows 7. Ce dernier ayant un retard important, Microsoft a préféré sortir une version intermédiaire intégrant certaines fonctionnalités du futur système d'exploitation. Ce dernier, connu au départ sous le nom de code Vienna, est finalement sorti le 22 octobre 2009 sous le nom Windows 7.
De nombreuses versions de test ont été mises en circulation en interne et se sont retrouvées aux mains du public de manière plus ou moins légale. Ces versions, comportant des bugs pour la plupart (il s'agit de versions de développement) ressemblaient encore à Windows XP.
À l'origine, Microsoft a annoncé que plusieurs technologies et améliorations ne seraient disponibles que sous Windows Vista, mais finalement Avalon (nom de code de Windows Presentation Foundation) et Indigo, respectivement sous-système graphique et de communications de Vista, ont été portés sous Windows XP ; mais, par contre, WinFS, le service de recherche associé au système de fichiers, ne fait pas partie du système mais sera livré plus tard en téléchargement[réf. nécessaire].
Ensuite, Microsoft n'a plus communiqué sur Vista jusqu'au WinHEC d'avril 2005. Pendant ce temps, le développement a été gelé, et les méthodes de développement ont été repensées, avant de reprendre celui-ci, sous le code de Windows NT 5.2, soit Windows Server 2003 service pack 1. Au WinHEC 2005, la version 6.0.5048 est livrée aux développeurs, cette version changeant le thème et apportant quelques nouveautés mineures par rapport à la version de base (Windows Server 2003 Service Pack 1), telles qu'un prototype de l'UAC ainsi qu'un assistant pour la résolution de problèmes
La bêta 1 est arrivée ensuite et a apporté les premières améliorations majeures depuis la remise à plat du processus de développement. Dossiers virtuels (se basant sur des requêtes de recherches), nouvelle interface et comptes réellement limités (comme sous UNIX, de manière à limiter les dégâts causés par une application malveillante ou dysfonctionnelle).

### Difficultés de développement
La version finale du système d'exploitation est officiellement sortie le 30 janvier 2007 en version boîte pour les particuliers et était disponible à partir du 30 novembre 2006 en version RTM pour les entreprises (version Entreprise).
Son développement aura été aussi long car Microsoft a dû corriger certains points noirs des versions antérieures, comme l'instabilité, le problème de la fragmentation et les failles de sécurité, entre autres.
Vista devait intégrer un nouveau système de fichiers (Win FS) qui était censé être une révolution dans la gestion des fichiers sur un PC. Finalement, après quelques apparitions dans les premières versions alpha de Vista (Longhorn), Win FS a été abandonné car il était trop lent et trop instable.
Un revirement aussi a été fait au niveau du manageur du projet Vista qui a été remplacé par le manageur des équipes de Microsoft Office. Celui-ci étant connu pour livrer toujours à temps les logiciels dont il était responsable.
Un certain nombre d'éléments qui devaient former un ensemble propre à Windows Vista, comme Avalon (nom de code de Windows Presentation Foundation), le système d’interface utilisateur, Indigo, le système de gestion des connexions réseau, ainsi qu'Internet Explorer 8, le Lecteur Windows Media 11 ou Windows Movie Maker 3 sont disponibles séparément pour les utilisateurs de Windows XP.
Windows Longhorn était à l'origine, le successeur de Windows XP. De par les difficultés de développement et les changements réguliers de l'interface du système durant les versions de développement, l'interface Aero a finalement été introduite et le nom de Windows Vista a définitivement été choisi pour représenter cet OS.

## Les axes de développement de Windows Vista
Microsoft déclare avoir développé Windows Vista selon les axes simple, sûr, et connecté :
- Simple : des outils de recherche sont intégrés à différents endroits dans le système : fenêtre de l'explorateur, menu démarrer, etc. Windows Vista dispose également d'un concept de « dossier virtuel », déjà en œuvre sous des systèmes concurrents. Un dossier virtuel est un fichier XML qui contient un lien constamment mis à jour vers un fichier réel. Il introduit également de nouvelles icônes au format vectoriel, permettant de les redimensionner sans perte de qualité. Le mot fait également allusion aux transparences dans l'interface utilisateur.
- Sûr : Windows Vista est architecturé différemment des versions précédentes, ce qui lui permet d'offrir, selon Microsoft, une meilleure protection contre les virus informatique, vers, hackers et la plupart des programmes malveillants.
- Connecté : Windows Vista offre un support amélioré des périphériques ou des ordinateurs connectés.

### Principales nouveautés
Parmi les nouveautés :
64 bits
Vista est disponible en version 64 bits ou en version 32 bits à sa sortie, contrairement à Windows XP dont la version x64 a vu le jour quelques années plus tard. Les versions Vista 32 bits supporteront les applications 32 bits et 16 bits tandis que les versions Vista 64 bits supporteront les applications 64 bits et 32 bits mais pas les 16 bits.
Gestion native de l'IPv6 avec compatibilité IPv4 (qui est néanmoins géré dans XP SP2).
Architecture DotNet
Windows Vista fournit par défaut les bibliothèques et les programmes nécessaires à l'exécution des applications DotNet version 3. L'API originale reste Win32 mais Vista ajoute en intégrant les dernières versions du runtime des moyens plus commodes d'accéder au système via des langages haut niveau comme C# ou VB.NET.
Windows Presentation Foundation
C'est le nom du sous-système graphique qui aura une API basée sur XAML (langage graphique similaire à XUL). Elle utilise énormément de composants vectoriels et 3D, via DirectX 9. Il sera porté vers Windows XP.
Interface graphique Aero
C'est une interface redessinée (remplaçant le thème Luna de Windows XP) afin d'être plus agréable, son fonctionnement est semblable aux autres versions de Windows (barre des tâches, etc.). De nouvelles icônes vectorielles affichent un aperçu du contenu d'un fichier ou d'un programme avant qu'il ne soit ouvert. Amélioration de la bascule entre applications, qui affiche désormais une capture des applications lancées, notamment afin de faciliter le choix, et accompagne l'ensemble d'effets 3D (des équivalents existaient déjà, que ce soient les Microsoft PowerToys ou des programmes tiers tels que TaskSwitchXP). Aero qui accroit les calculs 3D et par conséquent la consommation de la carte graphique, ce qui serait à l'origine d'une sur-consommation électrique sur les ordinateurs portables. Microsoft a admis le problème évoquant de son côté une diminution de 1 à 4 % de l'autonomie.
User Account Control (UAC)Contrôle d'Accès Utilisateur
Il s'agit d'une nouvelle couche de sécurité dont le rôle est de prévenir les utilisations non désirées de privilèges élevés. Par défaut, les programmes sont lancés avec des droits d'accès restreint, même si l'utilisateur possède des droits administrateur. Cela permet d'éviter que les applications accèdent sans contrôle à certaines parties sensibles du registre ou du système de fichiers. Il faudra alors donner l'autorisation à l'application de poursuivre ces opérations. Windows Vista détecte néanmoins automatiquement les installateurs et les démarre dans un contexte privilégié.
Windows Communication Foundation
C'est un système de communication permettant aux programmes de dialoguer plus facilement entre eux. Il sera porté vers Windows XP.
Windows PowerShell (anciennement Monad)
Un shell orienté objet, moins évolué et moins facile d'accès que les shells Unix mais plus complet que l'invite de commande héritée de MS-DOS qui équipait les précédentes versions de Windows. Il semblerait que PowerShell ne soit pas livré en standard, pour des raisons de sécurité[réf. nécessaire], mais disponible séparément.
Next-generation secure computing base
Ensemble de technologies DRM destinées selon Microsoft à sécuriser le système, mais qui sont très controversées, notamment dans le milieu du logiciel libre, car elles paraissent pour certains représenter un danger pour les libertés individuelles. Ces technologies étaient à l'origine connues sous le nom de Palladium, mais Microsoft a modifié ce nom au motif de l'existence d'un éditeur portant le même nom ; peut-être aussi à cause de la mauvaise réputation qu'avait déjà acquis le projet Palladium.
BitLocker Drive Encryption
Un programme destiné à permettre le chiffrement des partitions avec différent algorithme (AES 128 ou 256 bit avec ou sans diffuser). Cette fonctionnalité est seulement disponible sur les versions entreprise et intégral de Vista.
SuperFetch
Évolution de PreFetch. Technologie destinée à améliorer la vitesse d'ouverture et le temps de réponse des programmes les plus utilisés. Elle est basée sur un système d'analyse des processus non-systèmes, c'est-à-dire que le système analyse quels programmes sont le plus couramment utilisés pour chaque journée (exemple : si l'utilisateur est un étudiant amateur de jeux vidéo, le système préchargera les mardis Microsoft Word, Powerpoint ou OpenOffice.org, alors que les samedis, il préchargera Black and White 2, Les Sims 2 ou tout autre jeu que l'utilisateur utilise couramment) pour le précharger au démarrage en tâche de fond.
ReadyBoost
Cette technologie permet l'utilisation d'une clé USB à mémoire flash comme mémoire cache pour les accès au disque dur. ReadyBoost améliore les performances si son temps d'accès et son taux de transfert sont suffisants. C'est pourquoi Microsoft impose des conditions minimales sur les clés utilisées : 2,5 Mo/s en lecture aléatoire pour 4 Ko, et 1,75 Mo/s en écriture aléatoire pour 512 Ko.
DirectX 10
Microsoft inaugure avec Windows Vista DirectX 10, qui ne sera disponible que sur ce système. Cette nouvelle version a été complètement récrite pour être à la fois plus simple à gérer par les développeurs de jeux vidéo, et beaucoup plus performante d'après Microsoft. En revanche, cette version n'est plus compatible avec les précédentes. Seuls les futurs jeux pourront l'utiliser, à condition que l'utilisateur dispose d'une carte graphique compatible. Pour rester compatible avec les jeux actuels, Windows Vista utilise en parallèle une version légèrement améliorée de DirectX 9.0c. Cette version améliorée est compatible avec les versions précédentes de DirectX 9.0c. DirectX 10 ne sera pas porté sous Windows XP.
OpenGL
Windows Vista gère l'OpenGL d'une façon différente par rapport à son prédécesseur. En effet Vista émule OpenGL, dans sa version 1.4, via une surcouche de Direct3D. La principale conséquence de ce nouveau mode de gestion est une importante perte de performances des applications OpenGL, aussi bien des applications professionnelles que des jeux vidéo. Cependant, pour pallier ce problème, dû à la manière dont Vista gère les ressources graphiques, des pilotes ICD (Installable Client Driver) sont mis à disposition par les constructeurs de cartes graphiques (ATI et Nvidia entre autres), pour permettre une gestion directe de l'OpenGL, de surcroît dans sa version actuelle 2.0. Grâce à ces pilotes ICD, les utilisateurs de Vista pourront retrouver des performances normales dans leurs applications OpenGL.
PatchGuard (Kernel Patch Protection)
PatchGuard empêche de patcher le noyau (disponible seulement pour les versions 64bits). Ce composant suscite des critiques de la part des éditeurs d'antivirus (notamment McAfee et Symantec) : selon eux, ce dispositif réduirait les performances des antivirus et serait à l'origine d'une concurrence déloyale de la part de Microsoft. Ces contestations font néanmoins l'objet de débats.
Recherche instantanée
Aussi connue sous le nom "Recherche pendant la frappe", Windows Vista propose une nouvelle façon de retrouver vos données. Très rapide, cette technique se base sur le contenu des fichiers et fonctionne plus en profondeur que les outils de recherche proposés jusqu'ici dans Windows.
Internet Explorer 7
Quelques caractéristiques phares du navigateur : nouvelle interface utilisateur, possibilité d'afficher plusieurs pages dans une même fenêtre, gestion de RSS, case de recherche, amélioration de l'impression, zoom sur les pages affichées, Quick Tabs (représentation des onglets par des imagettes), filtre anti-hameçonnage, nouvelles fonctionnalités de protection, support des noms de domaines internationalisés (IDN), amélioration du support des langages du web. Internet Explorer 7 s'exécute en mode protégé, de façon à être isolé des autres applications. Ainsi, les logiciels « malicieux » ne sont pas en mesure d'écrire au-delà du dossier des fichiers temporaires, sauf autorisation expresse de l'internaute.
Lecteur Windows Media 11
Version totalement revue de la bonne à tout faire multimédia de Windows. Entre autres améliorations, signalons la recherche pendant la frappe, une nouvelle interface utilisateur pour la bibliothèque multimédia, l'affichage et l'organisation de photos et de vidéos, le partage de la bibliothèque sur un réseau incluant d'autres machines Vista et le support d'extensions Media Center.
Windows Audio Session API
Communication avec les périphériques audio par sessions.
Centre de sauvegarde et de restauration
Permet de paramétrer la sauvegarde des fichiers à intervalles réguliers et de rétablir les fichiers précédemment sauvegardés. Seuls les fichiers qui ont changé sont sauvegardés afin de minimiser l'espace disque utilisé. Les versions Ultimate, Business et Enterprise de Windows permettent également d'effectuer une sauvegarde complète de l'ordinateur dans une image disque ou DVD. Cette sauvegarde pourra alors être restaurée si l'ordinateur n'arrive plus à démarrer.
Windows Mail
Cette application remplace Outlook Express. Elle stocke les messages différemment afin d'améliorer la stabilité, implémente un moteur de recherche instantané et un filtre anti-hameçonnage. La détection des messages indésirables est améliorée par l'intermédiaire de mises à jour via Windows Update.
Windows Media Center
Précédemment commercialisé comme une version à part entière de Windows XP (Windows XP Media Center Edition), cette application fait désormais partie de Windows Vista Home Premium et Ultimate.
Centre de mobilité Windows
Ce panneau de contrôle rassemble les réglages les plus importants relatifs aux ordinateurs portables : luminosité, son, niveau de charge de la batterie, réseau sans fil, orientation de l'écran, paramètres de présentation, etc.
Windows Update
La fonctionnalité de mise à jour a été simplifiée dans Windows Vista. Elle est désormais effectuée par l'intermédiaire d'un panneau de contrôle, et non plus par une application web. Le filtre antispam de Windows Mail et les définitions de malwares de Windows Defender sont mises à jour automatiquement par son intermédiaire. De plus, les utilisateurs qui optent pour une mise à jour automatique (option par défaut) auront à tout moment la dernière version des pilotes lors de l'installation d'un nouveau périphérique.

### Nouveautés secondaires
Renommage des dossiers spéciaux
Retrait de l'adjectif possessif placé avant le nom de chaque dossier spécial (i.e. : « Mes documents » renommé « Documents »).
Poste de travail devient Ordinateur.
Contrôle parental
améliore et contrôle de nombreux paramètres avec sûrement l'intégration de compte « enfant ».
Démarrage rapide
démarrage quasi instantané de l'ordinateur, annoncé comme « aussi rapide qu'une télévision » (de l'ordre de 1 minute). Pour réaliser cela, les services démarreront en tâche de fond alors que le bureau Windows sera partiellement exploitable. Ce principe est déjà en œuvre sous Windows XP, où il s'est montré plutôt inefficace, le bureau n'étant pas très réactif durant le chargement des services et des programmes lancés au démarrage. Microsoft recommande d'utiliser le nouveau mode de mise en veille (hybrid sleep) pour atteindre des performances de démarrage de moins de 30 secondes et la sécurité d'un arrêt complet de l'ordinateur.
Consommation d'énergie réduite
Un nouvel état de veille (hybrid sleep), qui réduit la consommation d'énergie et protège les données de l'utilisateur pendant la veille. Elle combine la mise en veille classique et l'hibernation pour permettre un démarrage rapide et sûr en cas de perte de courant.
Diagnostic
outil qui permet de détecter, d'analyser et de réparer des problèmes tels que les crashs de disque dur, les erreurs de mémoire vive, les lenteurs du démarrage, les connexions réseau ou encore les performances du système.
Protection des comptes et des données
tout comme UNIX, et la branche NT des systèmes Windows, Vista différencie les comptes dits « Utilisateur » et « Administrateur ». Les comptes « Utilisateur » ont des permissions limitées pour éviter qu'ils puissent endommager le système. Seuls les comptes « Administrateur » peuvent installer des applications, pilotes et configurer de manière avancée le système.
Média
devrait inclure des outils pour lire et enregistrer la télévision numérique terrestre (TNT), avec en plus la gestion de la haute définition (TVHD) et des DRM.
Nouvelle organisation
composée de nouveaux outils pour gérer les fichiers, pour réaliser des recherches rapidement sans parcourir des répertoires. Les métadonnées seront mises à contribution. La possibilité de créer des dossiers virtuels devrait être également ajoutée, permettant d'associer un dossier virtuel à une recherche préalable (par exemple tous les fichiers images, ou tous les fichiers commençant par média notamment) et qui mettra à jour en temps réel le contenu de ce dossier correspondant à la recherche, afin de retrouver les informations plus rapidement. La recherche devrait être plus ingénieuse que pour les anciens Windows, permettant des combinaisons complexes comparables à une recherche dans une base de données (par exemple, tous les noms de fichiers dont l'auteur est John, comportant le nom média dans le nom du fichier, ayant une taille de plus de cinquante ko., et ayant été créés après 2002).
XPS
un système de partage des fichiers en réseau, avec droits pour en limiter l'accès à certains utilisateurs ou groupes, afin de mieux protéger les données. L'utilisateur partageant le fichier pourra également appliquer une signature numérique pour assurer l'authenticité des informations partagées et distribuées d'un ordinateur à l'autre.
RSS feeds
outil de configuration inclus dans Internet Explorer, qui permet de centraliser sur son ordinateur toutes les informations des sites Internet favoris, celles-ci se mettant à jour en temps réel. Cet outil est déjà utilisé depuis plusieurs années par un grand nombre d'applications concurrentes, dont celles éditées par Mozilla.
Synchronisation des périphériques
devrait inclure un nouveau système de gestion des pilotes (WDDM), supportant du nouveau matériel, tel que les téléphones portables ou les PDA, et qui permettra des partager les périphériques plus facilement en réseau.
Outil de réparation au démarrage
cet outil permet de réparer les problèmes causés durant le démarrage de Windows. Il détectera les erreurs éventuelles et diagnostiquera la source du problème pour réparer le système. Cet outil est disponible dans les outils de récupération du DVD de Windows.
Stabilité accrue
Windows Vista offre la possibilité aux développeurs de créer des applications capables de reprendre le travail où il est interrompu, après un crash. La plupart des services et composants de Windows Vista auront été prévus pour être récupérés et relancés automatiquement en cas de dysfonctionnement.
Copies cachées de fichier (Shadow Copy)
Cette fonctionnalité conserve différentes versions des fichiers et dossiers. Si nécessaire, il est également possible de créer des points de restauration manuellement, en utilisant l'onglet Protection du système dans la boîte de dialogue Propriétés du système. Lorsque plusieurs versions d'un même fichier sont disponibles, l'utilisateur peut choisir quelle version doit être restaurée, ou supprimer ces versions. Héritée de Windows Server 2003, cette fonctionnalité est réservée aux éditions Enterprise et Ultimate de Vista.
Chiffrement des données
Vista intégrera le chiffrement des données pour prévenir la lecture des données par des tiers non autorisés. Les clés de chiffrement seront stockées sur le PC dans une puce DRM appelée Trusted Platform Model (TPM) si la carte mère en est équipée.
Réflexes rapides
Vista privilégiera certaines tâches, davantage que Windows XP, pour permettre à l'utilisateur le contrôle permanent de l'ordinateur, même si un processus demande beaucoup de ressources.
Amélioration de la recherche en réseau
Vista devrait fournir plus d'outils et de rapidité lors de recherches réseau sur d'autres ordinateurs grâce à une couche réseau complètement récrite.
Documents XPS (nom de code Metro)
nouveau format de fichier basé sur XML, il pourra être créé par n'importe quelle application (similaire à l'impression dans un fichier PDF). Le document ainsi généré sera fidèle au fichier source, avec toutes les polices et autres informations contenues. Il sera d'un format convenant aussi bien pour l'archivage d'un document que pour le partage, indépendamment des applications. Le lecteur de fichier Metro sera intégré à Internet Explorer 7.
Mécanisme d'authentification amélioré
Vista améliorera la sécurité en augmentant le support des lecteurs de carte à puce et il sera facile de configurer des authentifications biométriques à carte, ou autrement.
Outils Internet améliorés
sécurité par rapport aux sites qui ne pourront plus installer d'applications sans les droits. Pare-feu amélioré et outils de filtrage de Spam.
Volet Windows
permettra d'afficher en temps réel des flux RSS, ou une barre de lancement rapide, et même des diapositives d'images favorites.
Toutes les versions se trouveront sur un seul disque
toutes les versions de Windows Vista seront sur un seul support DVD, par contre les éditions x86 (32bit) et x64(64bit) seront sur des DVD différents. L'installation choisira la bonne version, selon la clé de licence ou offrira le choix de la version si aucune clé n'est présentée. Windows sera alors fonctionnel pour trente jours, et une clé sera demandée ensuite. Les boîtes contenant la clé de licence seront de différentes couleurs :
- Vert clair pour la version Édition Familiale Basique ;
- Vert foncé pour la version Édition Familiale Premium ;
- Bleu pour la version Professionnelle et Entreprise ;
- Noir pour la version Intégrale.

WRPWindows Resource Protection
WRP protège les fichiers et les entrées de la base de registre essentiels pour Vista; il remplace l'ancien WFP (Windows File Protection) de XP qui ne concernait que les fichiers ; de plus, le mécanisme de l'ancien WFP était différent: il acceptait les suppressions ou modifications des fichiers concernés, mais les remplaçait immédiatement, dans le temps d'une seconde, par leurs anciennes versions.
Windows SideShow
Sur certains ordinateurs portables récents, ainsi que sur les appareils Windows Mobile, cette fonctionnalité permet d'afficher des informations sur un périphérique d'affichage annexe.
Reconnaissance de la parole
La reconnaissance vocale fait partie intégrante de Windows Vista. Contrairement au module de reconnaissance vocale d'Office 2003, qui fonctionne uniquement dans Office et WordPad, La reconnaissance vocale de Windows Vista est accessible à toute application installée dans Windows Vista. Elle fonctionne dans plusieurs langues : anglais, espagnol, français, allemand, chinois (traditionnel et simplifié), et japonais.
Nouvelles polices
De nouvelles polices font leur apparition : plusieurs sont spécialement dessinées pour améliorer leur lecture sur l'écran, d'autres améliorent le chinois (Yahei, JhengHei), le japonais (Meiryo) et le coréen (Malgun). La fonctionnalité Cleartype a également été améliorée et est active par défaut.
Rapports et solutions aux problèmes
Ce panneau de contrôle permet de visualiser les problèmes préalablement signalés à Microsoft, ainsi que les solutions et informations complémentaires relatives à ces problèmes.
Amélioration des contrôles audio
Les nouveaux contrôles audio permettent d'ajuster le volume sonore général et le volume de chaque périphérique audio. Si nécessaire, ces volumes peuvent être réglés individuellement dans chaque application. De nouveaux réglages font également leur apparition: Room Correction, Bass Management, Speaker Fill, Headphone Virtualization.
Les bonus de l'Édition Intégrale
Via Windows Update, l'édition Intégrale de Windows Vista donne accès à des composants additionnels: collection de langues, jeu de poker (Texas Hold'Em), amélioration de BitLocker et de EFS (sauvegarde de la clé de chiffrement), Windows DreamScene (utilisation de vidéos au format MPEG et WMV comme arrière-plan du Bureau).
Gestion des disques
Le gestionnaire de disques de Windows Vista supporte la compression et la décompression "à la volée".
Moniteur de fiabilité et de performances
Cet outil contient de nombreux modules qui permettent de régler et de superviser les performances du système, l'activité du processeur, des disques, du réseau, de la mémoire, et d'autres ressources. Il affiche également les opérations sur les fichiers, les connexions ouvertes, etc.
Windows Calendar
Nouvelle application de calendrier et de gestion des tâches
Galerie de photos
Bibliothèque destinée à la gestion des photos et des vidéos. Les photos peuvent être directement importées depuis un appareil photo numérique. Elles peuvent également être marquées et être affectées d'un indice, ayant la forme d'une étoile, leurs couleurs et exposition ajustées, classées et affichées en diaporama (avec des effets de panoramique et de fondu enchaîné), et gravées sur support DVD.
Création de DVD Windows
Programme annexe à Windows Movie Maker, permettant de graver des DVD à partir d'éléments multimédia. Vous pouvez définir des titres, des menus, insérer des pistes sonores, ajouter des panoramiques et des effets de déplacements sur des images fixes.
Jeux et Explorateur de jeux
Les jeux inclus dans Windows ont été améliorés pour tirer parti des nouvelles possibilités graphiques de Windows Vista. Quelques nouveaux venus: Chess Titans, Mahjong Titans, Purble Place. Un explorateur de jeux rassemble les descriptions des jeux et les raccourcis vers les jeux installés sur l'ordinateur.
Windows Meeting Space
Cette application remplace Windows NetMeeting. Par son intermédiaire, les utilisateurs peuvent partager des applications (ou le Bureau dans sa totalité) avec d'autres utilisateurs du réseau local ou sur internet, en utilisant une technologie poste-à-poste. Windows Vista Starter et Home Basic ne peuvent que se connecter sur un partage existant. Les autres versions de Windows peuvent initier un partage.

### Noyau
Windows Vista gère les dernières avancées technologiques. Comme la plupart d'entre elles sont relatives au fonctionnement du système, elles ne sont pas visibles par l'utilisateur final. À titre d'exemple, la totale refonte de l'architecture des sous-systèmes audio, impression, affichage et réseau : les résultats de ces améliorations sont tangibles par les développeurs, mais les utilisateurs finaux n'en perçoivent que les modifications visuelles.
Vista implémente des technologies telles que ReadyBoost et ReadyDrive, basées sur l'utilisation de mémoire Flash (dans des lecteurs USB et embarquées dans des disques durs) pour améliorer les performances du système en mettant en cache les programmes et données couramment utilisés. Ces technologies ont également un impact sur les ordinateurs portables, car elles prolongent la durée d'utilisation des batteries. Une autre technologie, appelée SuperFetch, analyse l'utilisation de l'ordinateur, afin de déterminer quels éléments doivent se trouver en mémoire pour améliorer les performances d'accès.
Concernant le redesign de l'architecture réseau, IPv6 a été entièrement incorporé dans le système et de nombreuses améliorations de performances ont été apportées. Le support était en effet expérimental sous Windows 2000 et présent sous XP mais pas activé par défaut. Ce n'est plus le cas avec Windows Vista, qui supporte IPv6 de façon native et par défaut, avant de revenir à IPv4 si nécessaire.
Concernant l'affichage, Vista introduit une nouvelle architecture unifiée de pilotes, WDDM (Windows Display Driver Model), et une version majeure de Direct3D. Ce nouveau modèle empêche le blocage du Bureau et introduit des effets spéciaux, pierre angulaire de Windows Aero. Direct 3D 10, développé de concert avec les principaux fabricants de cartes graphiques, est une nouvelle architecture qui améliore l'ombrage et permet au processeur graphique de restituer des scènes complexes sans nécessiter l'assistance du processeur. La répartition de charge entre GPU et CPU et le transfert de données entre ces deux composants sont ainsi optimisés.
Au niveau du noyau, de nombreuses améliorations ont été apportées au gestionnaire de mémoire, à la gestion des processus et des entrées/sorties. Le gestionnaire de tas (Heap Manager) implémente de nouvelles fonctionnalités. Par exemple, la vérification d'intégrité qui améliore la robustesse et prévient les erreurs de type buffer overflow. Un gestionnaire de transactions a été implémenté afin d'assurer l'interface entre les applications, le système de fichiers et le Registre.

### Sécurité
L'amélioration de la sécurité était un des principaux objectifs de Vista. Diverses nouveautés en ont découlé.
La plus importante et la plus visible de ces nouveautés est certainement l'UAC (User Account Control). Cette technologie permet d'utiliser l'ordinateur avec un nombre de privilèges réduit par défaut. Dans les versions précédentes du système, cette pratique était par trop restrictive et incompatible avec bon nombre d'applications. Dans Windows Vista, lorsqu'une action nécessite des droits d'administrateur, une boîte de dialogue demande à l'utilisateur d'entrer le nom et le mot de passe de l'administrateur. Si l'utilisateur est un administrateur, il doit quand même confirmer cette action. Ces renseignements sont entrés dans un mode sécurisé: l'écran est grisé, temporairement désactivé et seule la boîte de dialogue de saisie est accessible. Ceci afin d'interdire la saisie des informations par un logiciel malveillant, mais aussi pour mettre en évidence l'importance de la demande.
La sécurité d'Internet explorer 7 a également été renforcée : filtre anti-hameçonnage, IDN avec des capacités anti-spoofing, contrôle parental, exécution des contrôles ActiveX désactivée par défaut. Internet Explorer s'exécute en mode protégé, possède des permissions inférieures à celles de l'utilisateur et fonctionne de façon isolée des autres applications. L'anti-espion Windows Defender fait maintenant partie de Windows. Il assure la protection contre les malwares et autres programmes indésirables. Toute modification de configuration du système (telle que le démarrage automatique d'une nouvelle application) est bloquée, sauf autorisation expresse de l'internaute.
Une autre amélioration importante concerne le chiffrement de disque BitLocker. Réservée aux éditions Enterprise et Ultimate de Vista, cette fonctionnalité permet d'encrypter la totalité du disque système. BitLocker peut travailler en accord avec un cryptoprocesseur TPM (Trusted Platform Module version 1.2) embarqué sur la carte mère ou avec une clé USB. Tout comme pour les autres techniques de chiffrement de disques, BitLocker reste vulnérable à une attaque par démarrage à froid, en particulier lorsque la TPM est utilisée sans demande d'identification préalable.
Plusieurs autres restrictions de privilèges sont également implémentées dans Vista. Par exemple, un processus possédant un faible niveau d'intégrité ne peut pas interagir avec un autre possédant un fort niveau d'intégrité. Ou encore, un service n'a pas la possibilité d'interagir avec les parties du système qui ne lui sont pas apparentées.
Le pare-feu filtre désormais les accès entrants et sortants, et il est possible de définir des règles pour valider/dévalider les communications avec certains périphériques..

### Déploiement et maintenance
Quelques nouveautés concernent les caractéristiques relatives au déploiement et à la maintenance.
- Le format WIM (Windows Imaging Format) est la pierre angulaire du nouveau système de déploiement de Microsoft. Grâce à lui, les images de Windows Vista peuvent être facilement maintenues, corrigées et étendues. Elles peuvent inclure des applications spécifiques, puis être déployées auprès des ordinateurs de l'entreprise en réduisant au minimum l'intervention d'un administrateur. L'outil utilisé pour réaliser ces images a pour nom ImageX.
- Les services de déploiement Windows (Windows Deployment Services) remplacent les services d'installation à distance (Remote Installation Services).
- Quelque 700 nouvelles politiques de groupes ont été ajoutées, couvrant la plupart des aspects du nouveau système, et permettant de configurer en profondeur les réseaux sans fil, les périphériques de stockage amovibles et l'expérience utilisateur. Vista introduit également le format ADMX (de type XML) pour afficher les politiques basées sur le Registre. La gestion des réseaux basés sur des positions géographiques ou de langues différentes en est ainsi facilitée.
- Les services pour UNIX ont été renommés"Subsystem for UNIX-based Applications". Ils sont inclus dans les éditions Enterprise et Ultimate de Vista. Le support de NFS (Network File System) est également inclus.
- Interface utilisateur multilingue – À la différence des versions précédentes de Windows qui nécessitaient un pack de langue pour assurer le support de différentes langues, Vista Ultimate/Enterprise permet de changer la langue du système dynamiquement, en se basant sur les préférences de chaque utilisateur.
- Support des projecteurs sans fil.

### Développeurs
Windows Vista implémente un grand nombre de nouvelles interfaces de programmation. En particulier, il supporte la version 3.0 du framework .Net (bibliothèque de classes et CLR, Common Language Runtime). La version 3.0 contient quatre composants principaux :
- Windows Presentation Foundation est une interface utilisateur permettant l'utilisation du matériel graphique 3D et des technologies Direct3D. Ce composant fournit les bases pour construire des applications et mélanger les interfaces, documents et médias. C'est le successeur de Windows Forms.
- Windows Communication Foundation est un système de communication qui permet aux applications de communiquer plus facilement entre elles et facilite l'utilisation locale ou distante de services web.
- Windows Workflow Foundation apporte l'automatisation des tâches par l'intermédiaire de workflows. Il fournit le modèle, le moteur et les outils nécessaires.
- Windows CardSpace est un composant chargé de mémoriser les informations sur les utilisateurs. Il fournit une interface unifiée permettant de choisir une identité pour une transaction donnée. Par exemple, pour s'identifier sur un site web.

Ces technologies sont également accessibles à Windows XP et Windows Server 2003. Ceci, afin de faciliter leur introduction et leur utilisation tant par les développeurs que par les utilisateurs finaux.
De nouvelles API ont également été ajoutées dans le cœur du système. Notamment aux niveaux suivants : réseau, impression, interface vidéo, infrastructure de sécurité, déploiement, installation des applications, pilotes de périphériques (Windows Driver Foundation), NTFS transactionnel, gestion de l'énergie, support de Tablet PC Ink, SideShow et mises à jour majeures sur plusieurs sous-systèmes du cœur de Windows.
Les jeux ou les programmes qui se basent sur la version DirectX 10, propre à Windows Vista, ne sont pas en mesure de fonctionner sur les versions précédentes de Windows. Il en va de même des applications qui nécessitent l'utilisation de Direct3D9Ex, la mise à jour pour Vista de Direct3D 9. Si l'on se réfère au blog de Microsoft, il existe trois possibilités pour implémenter OpenGL sous Vista. Les applications peuvent utiliser l'implémentation par défaut, qui traduit les appels OpenGL dans l'API Direct3D. Les applications peuvent également utiliser un pilote ICD (Installable Client Driver), proposé en deux versions : hérité et compatible Vista. Le pilote hérité désactive la gestion avancée du Bureau de Vista, alors que le pilote compatible Vista tire parti des nouvelles API et est totalement compatible avec la nouvelle gestion du Bureau. Cependant, le hardware overlay n'est pas supporté, car considéré comme obsolète dans Vista). ATI et NVidia recommandent d'utiliser les objets Framebuffer pour parvenir au même résultat.

### Protection de contenu en sortie
Vista a subi une refonte totale des éléments du cœur du système d'exploitation afin d'assurer la protection des contenus appelés « contenu de première qualité » (HD DVD, Super Audio CD, Blu-ray). Cette protection ne s'applique qu'aux contenus du HD explicitement protégés par leur propriétaire.
En pratique plusieurs techniques seront utilisées pour cette protection du contenu HD :
- Utilisation de matériel certifié HDCP (ceci inclut la carte graphique, la carte son, les câbles la reliant à un écran lui aussi comportant une puce de protection HDCP).
- Lecture en qualité dégradée.
- Désactivation de fonctionnalités sur le matériel n'intégrant pas la protection de contenus HDCP (exemple : émission uniquement sur des canaux numériques d'une carte son et ce sur les sorties certifiées).
- Identifiant unique du matériel.
- Révocation de périphérique « non conforme » à distance (boîtiers de dérivation pour la copie ou appareil dont le firmware a été modifié pour copier les contenus par exemple, voir dézonage).

Chacune de ces mesures sera prise à la discrétion de chaque éditeur de contenu HDVP.
Ces mesures font l'objet de nombreuses critiques.

### WinSAT
Windows Vista, contrairement à Windows XP, sait s’adapter aux différents composants et exploiter certaines fonctionnalités matérielles. WinSAT peut être aussi utilisé pour savoir si la carte graphique est compatible avec l’interface Aero et donc l’activer. L’outil n'est pas exécuté automatiquement lors d'un changement de matériel. Il est accessible dans les panneaux de configuration où il fournit une note de 1 à 5.9 à votre PC (la valeur maximale pourra être mise à jour si les périphériques dépassent de trop cette valeur). Les jeux sous Vista peuvent profiter de ce système et préciser la note minimum et la note recommandée pour pouvoir jouer. Ce n’est cependant qu’à titre d’informations et rien n’empêche de jouer si les prérequis ne sont pas présents. Chaque grade correspond selon Microsoft à un type de recommandation matérielle. Certaines recommandations semblent contradictoires, c'est pourquoi le détail ne figure pas dans la liste ci-dessous.
- Grade 1 : Ce grade correspond au minimum matériel requis pour l'exécution de Windows Vista. Un ordinateur de ce type ne pourra être destiné qu'à des applications simples comme la bureautique ou la navigation sur Internet.
- Grade 2 : Ce deuxième grade correspond à un ordinateur permettant d’effectuer les mêmes tâches qu'un ordinateur de Grade 1 mais dans des conditions, plus agréables. Ce second grade est identique au Grade 1 auquel s'ajouterait du multimédia sans pour autant atteindre la haute-définition. À noter que la non-conformité de la carte graphique DirectX 9 ne permettra pas à ce type de machine d'exécuter Aero dans de bonnes conditions. On peut toutefois, et malgré les recommandations de l'équipe de développement, forcer son exécution. Cela engendrera une baisse significative des performances, la grande majorité des effets appliqués n’étant pas gérés par le GPU.
- Grade 3 : Voici l'ordinateur qui sert de base à la réception du logo Argent pour Vista. Il s'agit du modèle standard d'exécution de l'environnement Windows Vista. Ces ordinateurs pourront faire fonctionner la majorité des applications actuelles, y compris en haute-définition, suivant la résolution désirée et les caractéristiques précises de l'ordinateur.
- Grade 4 : Ce grade désigne les ordinateurs sur lesquels Vista s'exécutera dans de très bonnes conditions. Cette configuration correspond approximativement aux ordinateurs neufs d'entrée de gamme en avril 2006. Ces ordinateurs exécuteront Aero Glass correctement avec activation de la composition de l’affichage. Ils pourront faire fonctionner dans de bonnes conditions les éléments de Windows Media Center dans le cas d'une configuration à 2 tuners au plus. Le streaming haute-définition ne sera pas non plus géré. Les éléments déterminants véritablement de cette configuration restent la quantité de mémoire vive et la puissance de la carte graphique.
- Grade 5 : Sur ces configurations, Vista s’exécutera avec le maximum d’effets et au maximum de ses possibilités. Ce type d'ordinateurs correspond au haut de gamme en juin 2006. Les ordinateurs qui sortiront par la suite et qui seront encore plus puissants resteront à ce grade de 5, reflétant globalement les possibilités intrinsèques de la machine.

### Procédure d'installation
Windows Vista inclut un nouveau système d'installation, basé sur des fichiers images orientés fichiers portant l'extension *.wim, et qui permettra une procédure entièrement graphique et une installation complète en moins de vingt minutes sur un PC neuf (la durée est supérieure en cas de mise à jour).
Toutes les informations nécessaires à l'installation (clé du produit, nom de l'ordinateur, etc.) sont demandées à l'utilisateur au début, de façon à proposer une installation sans interruption. Le système permettra également de faciliter l'intégration de logiciels, pilotes et mises à jour.

### Les différentes interfaces utilisateur
- Windows Aero : Ce mode graphique inclut le support de la 3D, les animations, les effets spéciaux et la transparence. Le tout étant produit grâce au DWM qui requiert au minimum une carte graphique compatible DirectX 9 et PixelShader 2.0. Le DWM produit un bureau composé ou le rendu des fenêtres sont faits et placés dans une mémoire tampon. Cette technologie permet de faire disparaître un phénomène d'accumulation d'images quand une application en arrière-plan cesse de répondre. Elle permet aussi de rendre la lecture vidéo plus fluide et d'utiliser un bureau complètement intégré avec DirectX.
- Windows Vista Basic : Ce mode graphique n'inclut pas le support de la 3D car cela demanderait un PC puissant, mais en revanche elle inclura les animations et les effets spéciaux de Windows XP. Certaines options, comme la transparence, sont supprimées pour soulager la carte graphique. Le DWM n'étant pas présent sur cette interface, tous les problèmes d'accumulation d'images et de lecture vidéo seront présents comme avec Windows XP. Le DWM étant chargé de transférer l'information à la carte graphique, le rendu sera donc fait au niveau du processeur et non de la carte graphique.
- Windows Classic : Ce mode graphique ressemble à celui de Windows Me, 98 et 2000. Il est moins gourmand en mémoire graphique et en mémoire vive mais il n'y a ni effets spéciaux, ni transparence.

## Configuration matérielle requise
Windows Vista nécessite à sa sortie un matériel récent et performant pour fonctionner pleinement. Selon Microsoft, les ordinateurs pouvant faire tourner Windows Vista sont classés sous 2 appellations : Vista Capable et Vista Premium Ready.
- Vista Capable : Les ordinateurs Vista Capable doivent avoir un processeur d'au moins 800 MHz, 512 Mo de RAM et une carte graphique supportant DirectX 9. Ce type d'ordinateur ne sera pas capable de supporter toutes les caractéristiques graphiques de Vista, ni l'interface utilisateur Aero.
- Vista Premium Ready : Il s'agit d'ordinateurs avec un processeur d'au moins 1 GHz, 1 Go de RAM, et une carte graphique gérant DirectX 9 (support du Shader Model 2.0) disposant d'au moins 128 Mo de mémoire et supportant le nouveau pilote d'affichage Windows. Ce type d'ordinateur sera capable d'activer et de gérer dans des conditions de performance acceptables l'interface Aero. À noter toutefois que la puissance de la carte graphique aura un impact direct sur les performances et la fluidité de l'affichage lorsque les effets de transparence, très gourmands en ressources, sont activés.

## Éléments supprimés
Certains composants et caractéristiques de Windows XP ont été supprimés dans Windows Vista : Windows Messenger, HyperTerminal, MSN Explorer, Active Desktop, NetMeeting (remplacé par Windows Meeting Space), ActiveSync (remplacé par le Gestionnaire de périphériques mobiles 6.0, puis WMDC 6.1). D'autre part, le thème visuel Luna et les combinaisons de couleurs disponibles depuis Windows 3.x ne sont pas incluses dans Windows Vista. Les profils matériels ont également disparu, ainsi que le support de technologies propres aux cartes mères anciennes (EISA, Advanced Power Management, et port de jeu par exemple). La possibilité de réseau IP via FireWire a également été supprimée.

## Les différentes versions
Tout comme Windows XP, Windows Vista est disponible en plusieurs versions suivant le public visé. Le coût de la licence est différent pour chaque version. Microsoft s'oriente vers 6 versions (sans compter les versions "N", sans Windows Media Player, destinées à l'Europe). En plus, elles sont disponibles en deux éditions (32 ou 64 bits) :

### Éditions (dites versions)
- Windows Vista Starter : une version allégée qui devrait être disponible uniquement dans les pays en développement (du même niveau que la version Starter Édition de Windows XP) ou pour certains mini PC. Ne dispose pas de l'interface Aero. Cette version n'est pas disponible en version "N" car non distribuée en Europe.
- Windows Vista Édition Familiale Basique : destinée au grand public. Ne dispose pas de l'interface Aero. Cette version est également disponible en version "N", sans Media Player.
- Windows Vista Édition Familiale Premium : destinée au grand public mais avec des fonctions multimédias supplémentaires comme le support de la télévision à haute définition (HDTV), de Windows Media Center, la création de DVD. Cette version n'est pas disponible en version "N" car elle nécessite que le Player de Windows soit inclus pour faire fonctionner le Media Center.
- Windows Vista Professionnel : destinée aux entreprises. Elle intégrera des technologies de sauvegarde par le réseau et de chiffrement des données. Cette version est également disponible en version "N" sans Media Player. Cette version de Windows s'appelle également Windows Vista Business : il s'agit de la même version dont le nom a été adapté pour le marché français.
- Windows Vista Entreprise : destinée aux très grandes entreprises (version non disponible en version "N"). Elle inclut toutes les fonctionnalités de Windows Vista Professionnel et y ajoute la mise en œuvre d'une technologie de chiffrage matériel ainsi que la possibilité d'utiliser une seule image pour un déploiement mondial. Seules les entreprises disposant d'un abonnement de maintenance Software Assurance ou un Accord Entreprise Microsoft peuvent se la procurer.
- Windows Vista Édition Intégrale : une version complète comprenant toutes les technologies de la version Édition Familiale Premium et de la Professionnelle, plus quelques suppléments comme la création de podcasts et d'accès à un Club pour voir des films et écouter de la musique. Cette version n'est pas disponible en version "N" car inclut nécessairement le Player de Windows.

Cette augmentation du nombre de versions serait, selon les rumeurs, destinée à améliorer la rentabilité des ventes de Windows.

### Licences commerciales
Chacune de ces éditions existent en quatre types de licences commerciales différentes :
- licence complète (première licence, ne nécessitant pas une version de Windows antérieure, permet aussi la mise à jour ou la réinstallation sans effacer tous les fichiers existants)
- licence mise à jour (nécessite une licence de Windows antérieure, vérifiée à l'installation, et permet la mise à jour en préservant les fichiers et préférences de l'utilisateur sans effacer toute la partition)
- licence OEM destinées normalement aux revendeurs de matériels qui peuvent les préinstaller sur les PC vendus neufs ; les versions OEM deviennent alors liées à la machine (BIOS-Locked), et ne sont pas supportées par Microsoft. Il est possible chez certains vendeurs d'acquérir des versions OEM sans matériel (dans ce cas, il n'y a aucun support ni de la part de Microsoft, ni du revendeur, en dehors des mises à jour automatiques). Pour les grands constructeurs, des tarifs spécifiques de ces licences individuelles OEM acquises en grand nombre sont marquées NFR et ne peuvent être revendues séparément du matériel auquel la licence préinstallée (identifié par une étiquette collée sur le matériel) a été attachée.
- licence en packs pour déploiement sur sites de grande taille, offre destinée aux organisations.

### Précisions concernant l'installation et la mise en service
Attention : les versions OEM ne supportent pas la mise à jour (tous les fichiers et préférences utilisateurs sont perdus en cas d'installation ou de réinstallation ! Il est indispensable de faire une sauvegarde complète des fichiers et préférences avant l'installation).
Toutes les versions nécessitent l'activation en ligne ou par téléphone de la licence (l'activation peut être effectuée au maximum 30 jours après l'installation et le premier démarrage, après quoi, Windows fonctionnera en mode réduit permettant uniquement de se connecter à Internet pour charger les composants de mise à jour de Microsoft et d'activer la licence). L'activation tient compte du matériel, sauf pour les licences site où les licences activées sont signées par l'organisation et contrôlables à distance.
Si Windows détecte que la clé utilisée pour l'installation n'est pas légale, il tombera dans un mode limité ou seules les fonctions de mise à jour, d'activation et d'achat d'une autre clé sera disponible.
Indépendamment du type de licence commerciale utilisée, il est possible de débloquer les fonctions d'une version de Vista vers celles d'une version supérieure sans réinstallation, en achetant une licence en ligne soit auprès de Microsoft, soit auprès du revendeur. Cependant il n'est pas prévu de passer d'une version 32 bits à une version 64 bits par ce système (il faudra alors acquérir une nouvelle licence complète).

## Service pack
De temps à autre, Microsoft propose des service packs pour ses systèmes d'exploitation afin de résoudre des problèmes, corriger des failles et ajouter des fonctionnalités.

### Service pack 1

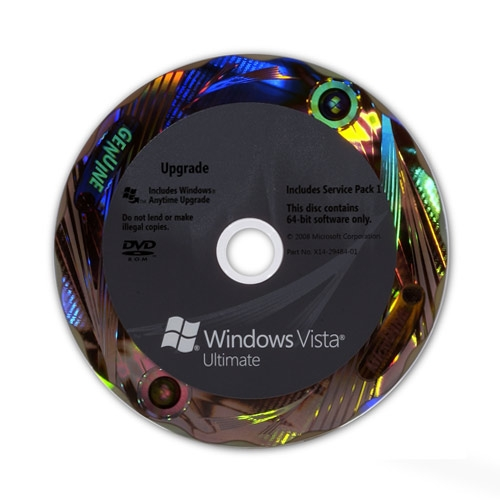
CD du SP1.

Le 4 février 2008, après une période de test de cinq mois, Windows Vista service pack 1 (dit « SP1 ») a été proposé par Microsoft à ses partenaires OEM, en même temps que Windows Server 2008. La sortie simultanée des deux systèmes d'exploitation s'explique par la fusion des noyaux client et serveur. C'est une première depuis Windows 2000. Les abonnés MSDN sont en mesure de télécharger cette mise à jour depuis le 15 février 2008. Ce service pack est accessible aux autres utilisateurs via Windows Update ou depuis le Centre de téléchargement Microsoft depuis le 18 mars 2008.
Un livre blanc publié par Microsoft fin août 2007 en avait dévoilé les grandes lignes et ses trois axes majeurs de développement : fiabilité et performance, administration et support de nouveaux matériels et standards.
En ce qui concerne les performances, ont été améliorées les opérations de copie de fichiers, la mise en veille, la connexion/déconnexion de machines basées sur des domaines différents, la vitesse d'interprétation du code JavaScript dans Internet Explorer, le parcours des fichiers partagés en réseau, la manipulation des fichiers compressés ZIP et la défragmentation des disques (une ou plusieurs unités de disque peuvent désormais être défragmentées en une seule opération).
Le service pack 1 supporte de nouveaux standards matériels et logiciels. En particulier le système de fichiers exFAT, le standard de réseaux sans fil IEEE 802.11n, le support d'IPv6 sur les connexions VPN, le Secure Socket Tunneling Protocol et le démarrage d'un ordinateur x64 qui utilise UEFI (le successeur de BIOS). Prévue dans la première version de Windows Vista, cette dernière possibilité a finalement été reportée car aucune carte mère compatible avec ce nouveau standard n'était disponible.
Un autre moteur de recherche de bureau (c'est-à-dire local) que celui de Windows Vista peut désormais être utilisé. Ces changements interviennent à la suite d'une plainte émanant de Google, dont la diffusion de l'application Google Desktop Search a été entravée par le moteur de recherche intégré à Windows Vista. En juin 2007, Google a indiqué que les changements apportés à Windows Vista SP1 sont un premier pas dans la bonne direction, mais que cet effort devra être poursuivi pour rendre la démarche de l'utilisateur plus simple et plus accessible.
Un ensemble d'API a été développé pour faciliter la mise à jour du noyau de Windows par les logiciels antivirus.
Une mise à jour de DirectX 10, appelée DirectX 10.1, rend obligatoire plusieurs caractéristiques qui étaient auparavant optionnelles sur les matériels compatibles Direct3D 10. Les cartes graphiques devront désormais supporter ce nouveau standard.
Le service pack 1 inclut le noyau version 6001, identique à celui de Windows Server 2008.
Le support de Windows Vista SP1 a pris fin le 12 juillet 2011, notamment afin d'encourager l'installation du service pack 2.

### Service pack 2
Le service pack 2 rassemble tous les patchs et correctifs mis en ligne depuis la publication du service pack 1, soit un peu plus d’un an après le début de la mise sur le marché de l’OS. Quant aux nouveautés, on note le support des processeurs 64 bits de VIA Technologies, l’intégration du Windows Vista Feature Pack for Wireless : support Bluetooth 2.1, configuration Wi-Fi simplifiée sur plusieurs postes via une clé USB, le support natif de la gravure Blu-ray, les mises à jour des flux RSS du volet Windows pour améliorer la performance et la réactivité.
La version release candidate est sortie le 5 mars 2009. Le service pack 2 est disponible officiellement depuis le 26 mai 2009 depuis les serveurs de Microsoft et via mise à jour automatique depuis Windows Update.

## Licence d'utilisation
Au-delà des droits et restrictions rencontrés dans les licences d'utilisation des logiciels sous copyright, la licence d'utilisation de Vista précise les droits et restrictions suivants :

### Commun à toutes les versions
- On ne peut assigner chaque licence de Vista qu'à un seul matériel physique. Les partitions et les lames, ainsi que les dispositifs permettant un multiplexage de plusieurs matériels, sont chacun considérés comme un seul matériel distinct.
- Chaque matériel licencié ne peut utiliser au maximum que deux processeurs (un seul pour les versions Starter et Home Basic), dans la limite de 8 cœurs par processeur.
- Chaque copie ne peut être utilisée que par un utilisateur à la fois, indépendamment des accès distants, réglementés différemment suivant les versions.
- Il est possible d'effectuer et de publier des benchmarks de .NET sous certaines conditions.
- Vista est garanti un an après l'achat (sauf dans le cas des licences OEM qui ne peuvent éventuellement être garanties que par le revendeur, et licences NFR garanties uniquement par les constructeurs de matériel), et les correctifs envoyés dans le cadre de cette garantie sont chacun garantis 30 jours.
- Il n'est possible d'utiliser Vista sans l'activer que pendant une durée limitée. L'activation envoie à Microsoft les informations suivantes : version, langage, clé d'enregistrement, protocole internet utilisé, et des informations dérivées de la configuration matérielle. Il n'est plus possible d'utiliser Vista sans l'activer passé un certain délai (sauf pour se connecter via Internet à un site Microsoft permettant d'activer la licence). Notons que ceci n'est plus valable avec le SP1 dans lequel le "KillSwitch" a été désactivé : Vista SP1 continuera de s'exécuter normalement après les 30 jours sans activation, de façon tout à fait normale, en affichant toutefois un message indiquant que la version actuelle de Vista n'est pas authentique.
- Les changements matériels peuvent nécessiter une réactivation du logiciel.
- Ponctuellement, l'activation et la légalité de la licence sont revérifiées. Les informations transmises sont la clé d'enregistrement et l'adresse IP* . Microsoft s'engage à ne pas utiliser ces informations pour contacter ou identifier l'utilisateur.
- En cas d'échec des vérifications, Vista fonctionne en mode restreint, interdisant l'accès à certaines fonctionnalités, ou empêchant les mises à jour du système.
- Utilisation du format MP4 pour un usage personnel uniquement.
- Les polices de caractères ne peuvent être utilisées que pour l'affichage et l'impression. Il n'est possible de partager ces polices qu'aux conditions propres à chacune ou à titre temporaire pour une impression.
- Les sons, images, icônes et médias du logiciel ne peuvent pas être partagés avec d'autres personnes.
- Dans le cadre de la gestion des droits des médias numériques, l'utilisateur accepte de télécharger des listes de révocation lorsqu'il télécharge des licences pour des contenus protégés. Ces listes permettent d'interdire Windows Vista de lire certains contenus protégés.
- Lorsque l'utilisateur télécharge des licences pour la lecture de contenus, il accepte de télécharger ces listes de révocations. L’utilisateur peut devoir accepter certaines mises à jour pour pouvoir lire certains contenus.
- Microsoft s'autorise à utiliser les informations de l'ordinateur, rapports d'erreurs et rapports de malware, et à communiquer ces informations à des tiers pour améliorer leurs produits et services (à noter que l'envoi de ces informations à Microsoft n'est pas obligatoire).
- Les mises à jour du logiciel ne peuvent provenir que de Microsoft ou d'une autre source autorisée par Microsoft.
- On ne peut pas utiliser les services internet pour leur nuire ni pour avoir accès à des données sans autorisation.
- On ne doit pas chercher à contourner les limitations techniques du logiciel ni effectuer de rétro-ingénierie.
- Un certain nombre de services internet sont livrés avec le logiciel. Microsoft s'autorise à interrompre à n'importe quel moment le fonctionnement de ces services. Ceux-ci peuvent ne pas informer l'utilisateur lorsqu'ils se connectent à internet. L'utilisateur peut choisir de désactiver ces services. En utilisant ces services, il les autorise à transmettre les informations utiles à leur fonctionnement. Ces informations respectent les engagements de Vista sur la vie privée.
- Il n'est pas possible de prêter ou de louer un exemplaire du logiciel.
- Une seule copie de sauvegarde est autorisée, uniquement utilisable pour une réinstallation
- Les exemplaires marqués NFR (Not for Resale) ne peuvent être revendus. Cela concerne généralement les exemplaires vendus avec des ordinateurs neufs.
- Les accès distants sont autorisés.
- On peut réassigner la licence à un nouvel ordinateur un nombre de fois limité au nombre d'activation (3).
- L'utilisateur accepte que des mises à jour automatiques du firmware du matériel infrarouge soient effectuées.
- En cas de dommages dus à l'utilisation de Windows Vista, l'utilisateur ne peut obtenir réparation qu'à hauteur du prix du logiciel, et uniquement pour des dommages directs. Cela est valable même si Microsoft a pu avoir connaissance de la possibilité du dommage.
- Dans tout transfert d'information impliquant un réseau de type TCP-IP, l'adresse IP doit être transmise pour établir la communication entre les différents composants. Cette information n'est donc pas utilisée par Microsoft mais l'est par les logiciels d'activation.

### Windows Vista Édition Familiale Basique
- L'installation de Vista Édition Familiale Basique est désormais possible sur une machine virtuelle[13].
- Il est possible de connecter jusqu’à 5 périphériques pour accéder aux logiciels installés sur l'ordinateur licencié pour utiliser les services de fichiers, les services d'impression, les services téléphoniques, les services d'information par internet et les partages de connexion à Internet.

### Windows Vista Édition Familiale Premium
- L'installation de Vista Édition Familiale Premium est désormais possible sur une machine virtuelle[14]
- Il est possible de connecter jusqu’à 10 périphériques pour accéder aux logiciels installés sur l'ordinateur licencié pour utiliser les services de fichiers, les services d'impression, les services téléphoniques, les services d'information par internet et les partages de connexion à Internet.
- Jeux premium : Mahjong Titans, Chess Titans. Purple Place et Inkball
- Technologie Windows Tablet & Touch
- Espace de collaboration de Windows
- Windows Media Center
- Création de DVD Windows
- Contrôle parental
- Windows Defender et recherche instantanée

### Windows Vista Professionnel
- Il est possible de connecter jusqu’à 10 périphériques pour accéder aux logiciels installés sur l'ordinateur licencié pour utiliser les services de fichiers, les services d'impression, les services téléphoniques, les services d'information par internet et les partages de connexion à Internet.
- Il est possible d'effectuer une installation distance sur un réseau local, qui ne sera utilisable que depuis le poste associé à la licence.
- Il est possible d'effectuer des partages de sessions distantes
- Il est possible de récupérer facilement des fichiers supprimés par mégarde grâce à la fonction Cliché instantané
- Technologie Tablet & Touch
- Espace de collaboration Windows
- Windows Defender et la recherche instantanée

### Windows Vista Entreprise
- Il est possible de chiffrer les partitions du disque dur (voir BitLocker Drive Encryption).

### Windows Vista Édition Intégrale
- Il est possible d'effectuer une copie de sauvegarde (par exemple un serveur réseau), qui peut être utilisée sur tous les postes disposant d'une licence, dans la limite du réseau local.
- Il est possible d'effectuer des partages de sessions distantes
- Il est possible de connecter autant de périphériques que l'on le souhaite pour accéder aux logiciels installés sur l'ordinateur licencié à des fins autres que par exemple la synchronisation de données entre périphériques.
- Il est possible de connecter jusqu’à 25 périphériques pour accéder aux logiciels installés sur l'ordinateur licencié pour utiliser les services de fichiers, les services d'impression, les services téléphoniques, les services d'information par internet et les partages de connexion à Internet.
- Il est possible d'utiliser Vista Édition Intégrale sur une machine virtuelle. Dans ce cas, on ne peut pas accéder aux données protégées numériquement (incluant BitLocker) depuis le système de virtualisation (toutefois, des fabricants de serveurs proposent leurs propres solutions matérielles de chiffrement sécurisé des supports de stockage, y compris en cas de vol de matériel).

## Critiques
Windows Vista a été très attendu à cause notamment des nouvelles fonctionnalités et de sa nouvelle interface graphique décrite comme quasi « révolutionnaire » par Microsoft. Mais Vista allait souffrir d'une consommation de mémoire et une utilisation du disque dur excessive, entrainant des problèmes de performances. La stabilité fut en revanche au rendez-vous à partir du service pack 1 et les progrès en matière de sécurité ont été non négligeables. Mais certains particuliers et beaucoup de professionnels se sont donc retournés vers Windows XP.

### Sécurité
En juillet 2006, l'équipe de recherche de Symantec, éditeur de logiciels antivirus et de sécurité, a critiqué le fait que Windows Vista contenait un grand nombre de lignes de codes nouvelles et non testées, notamment la pile IP, et que Microsoft avait procédé à la suppression d'une grande partie de code éprouvé pour le remplacer par un nouveau code non vérifié, introduisant au passage de nouvelles failles de sécurité pointées du doigt par Symantec. Microsoft a déclaré avoir corrigé les failles signalées dans la version Beta 2, mais Symantec a précisé que s'il était rassurant que Microsoft ait corrigé ces défauts, il ne faisait aucun doute que d'autres failles allaient être découvertes à l'avenir.
En juin 2007, un membre de la direction de la stratégie sécurité de chez Microsoft, Jeffrey R. Jones, indique dans un rapport qu'une seule faille de sécurité d'un niveau élevé est restée non colmatée six mois après le lancement de Vista. À titre de comparaison, il précise que le nombre de failles de sécurité du même niveau non résolues était supérieur pour les systèmes tels que Windows XP, Red Hat Enterprise Linux 4 ou Linux Ubuntu six mois après leur lancement. La méthodologie de comparaison employée par Jeffrey R. Jones est critiquée par certains acteurs en sécurité informatique.
En 2006, McAfee, un autre éditeur de logiciels antivirus et de sécurité, a déclaré que Windows Vista serait encore moins sécurisé que les versions précédentes de Windows,.
En 2007, le site web du magazine Réseaux & Télécoms rapporte ce qu'il qualifie de « belle faille », à savoir que le DVD de Windows Vista permet d'accéder à une partition Windows XP en mode administrateur sans avoir à entrer de mot de passe.

### Gestion des droits numériques
L'intégration de la gestion des droits numériques (DRM) dans le système d'exploitation Windows Vista, et en particulier le Protected Video Path (PVP), qui implique des technologies comme le High-bandwidth Digital Content Protection (HDCP) et l'Image Constraint Token (en) (ICT), est une autre cible de critiques.
Ces fonctionnalités ont été ajoutées à Windows Vista à la suite d'un arrangement entre Microsoft et les principaux studios de cinéma hollywoodiens[réf. nécessaire]. Microsoft s'est défendu en déclarant que les studios de cinéma et autres fournisseurs de contenu n'autoriseront la lecture de leurs données sur les ordinateurs que s'ils offrent une protection suffisante. Cela concernera, entre autres choses, la lecture de contenu protégé sur les HD DVD et les disques Blu-ray[réf. nécessaire].
Peter Gutmann, un chercheur néo-zélandais en sécurité informatique, a publié une analyse très controversée car jugée partiale[réf. nécessaire], du coût de la protection de contenu de Windows Vista, basée sur des documents publics de Microsoft, et qui concerne le plan financier, les performances ou encore l'utilisabilité. D'après lui, Microsoft impose aux fabricants certaines contraintes pour que leurs matériels soient reconnus sous Windows Vista, et ces contraintes vont notamment entraîner une augmentation du prix du matériel pour tous les utilisateurs, même ceux n'utilisant pas Windows Vista, des baisses de fiabilité, et une interdiction de publier les spécifications complètes du matériel (ce qui nuit particulièrement à l'interopérabilité), entre autres, entraînant des dommages collatéraux dans toute l'industrie informatique. Robert Cringely a quant à lui produit une contre-analyse des conséquences commerciales décrites par Peter Gutmann, et a eu une conclusion différente.
Steve Gibson, du Gibson Research Corporation a déclaré, lors de la conférence Security Now!, être d'accord avec l'analyse de Peter Gutmann, laquelle est selon lui une description précise et factuelle de ce qui se trouve dans les spécifications de Microsoft.
Un article du site Hardware.fr a regretté le fait que contrairement aux annonces rassurantes de Microsoft et des constructeurs, la protection HDCP avait bel et bien été mise en place, et entraînait de nombreux problèmes de lecture avec du matériel non HD Ready. L'article a cependant remarqué qu'il était encore possible de contourner la protection dans certains cas et avec du matériel le permettant, en passant par la sortie analogique.
La Fondation pour le logiciel libre (Free Software Foundation) a mené une campagne appelée « BadVista » contre Windows Vista pour ces mêmes raisons, et à cause d'autres fonctionnalités de Vista considérées comme des atteintes à la vie privée des utilisateurs.

### Contrôle d'accès utilisateur
Les nouvelles fonctionnalités de sécurité concernant le contrôle d'accès utilisateur (User Account Control) ont également été le sujet de nombreux débats.
Andrew Jaquith, analyste au Yankee Group a déclaré que, si les nouvelles fonctionnalités de sécurité semblent prometteuses, elles étaient bien trop bavardes et ennuyeuses. Paul Thurrott, un fervent admirateur de Microsoft, a qualifié la chose de « très mauvaise plaisanterie », étant donné le nombre de boîtes de dialogue que l'utilisateur doit valider pour effectuer seulement des tâches de base. Plus tard, il a noté que le fonctionnement du contrôle d'accès utilisateur avait été amélioré dans la Beta 2 et était moins ennuyeux, mais il a également déclaré que Microsoft était toujours à la recherche d'un équilibre entre la sécurité et les nuisances. Le contrôle d'accès utilisateur peut cependant être désactivé très simplement dans Windows Vista, mais cela lui retire tout intérêt. De plus, ces boîtes de dialogue n'empêchent pas un utilisateur d'effectuer une action dangereuse : simplement, il aura été mis en garde.

### Comparaisons avec Mac OS X
Une autre critique courante concerne le fait que certains considèrent que Windows Vista a copié des fonctionnalités spécifiques du système Mac OS X d'Apple. D'après Scott Spanbauer, journaliste à PC World, les effets visuels d'Aero et le design des icônes et des boutons ressemblent fortement à ceux d'Aqua, sous Mac OS X.
Paul Thurrot, journaliste à WindowsITPro, a fait des commentaires similaires, et a fait la remarque que certaines des nouvelles applications de Windows Vista semblaient avoir été directement inspirées par les applications équivalentes sous Mac OS X[Lesquelles ?].
John Rizzo, journaliste à eWeek, a remarqué que Windows Vista a incorporé des fonctionnalités implémentées depuis longtemps dans Mac OS X, comme la recherche rapide et les dossiers virtuels. New York Times pointe du doigt la forte ressemblance entre les gadgets de Vista et les widgets déjà présents dans Mac OS X 10.4. Tout ceci a amené certains à penser qu'Aero n'était qu'une imitation d'Aqua.
Apple avait d'ailleurs déclaré à la sortie de Mac OS X v10.4 (Tiger) « Redmond sortez vos photocopieuses ». À la sortie de Vista, il a été dit « On ne pensait pas qu'ils allaient vraiment le faire ! »[Par qui ?]

### Abus de position dominante
Microsoft, déjà condamné pour abus de position dominante dans de nombreux pays (États-Unis, Union européenne, Corée du Sud, etc.), a de nouveau attiré l'attention de la Commission européenne avec Windows Vista. Cette dernière a mis en garde Microsoft concernant le non-respect des lois sur la libre concurrence,,,,.

### Prix de Windows Vista en Europe
Le prix auquel est vendu Windows Vista en Europe fait l'objet de critiques. Louis Naugès estime que les prix pratiqués en Europe ont été augmentés d'environ 56 % par rapport à ceux appliqués aux États-Unis et au Canada. Le site web Clubic a quant à lui calculé que Windows Vista était comparativement vendu entre 87 % et 91 % plus cher en France qu'aux États-Unis. Microsoft France s'est défendu en évoquant des coûts de traductions, d'intermédiaires et de transports, arguments jugés « hors de propos » en raison du fait que les utilisateurs américains ont accès sans surcoût à la version française.

### Réduction de l'autonomie des ordinateurs portables
Des tests menés par plusieurs sites internet ont abouti à la conclusion que l'utilisation de l'interface Aero de Windows Vista entrainait une sur-consommation électrique et réduisait l'autonomie des portables de 10 à 30 %. Microsoft a admis l'impact de son interface sur l'autonomie des ordinateurs portables mais d'une baisse de 1 à 4 % seulement. Aero reste quand même désactivable pour éviter ces désagréments.

### L'affaire Intel
Des courriels internes à Microsoft révélés à l'occasion d'une procédure en justice montrent que l’éditeur aurait sous-évalué les besoins de Vista en ressources matérielles. En avril 2007, la société a été mise sous le coup d'une plainte en nom collectif (class action) concernant le label « Vista Capable » utilisé par les premières machines capables d'accueillir le système d'exploitation. Cette plainte en nom collectif a été rejetée en février 2009. En 2008, la justice américaine avait dévoilé des courriels dans lesquels un responsable indiquait clairement que Microsoft avait sous-estimé volontairement les besoins de Vista pour aider la société Intel à atteindre ses résultats trimestriels, en lui permettant ainsi de continuer à vendre des cartes mères équipées du chipset graphique 915, alors que ce dernier, classé dans la liste des composants « Vista Capable », est incapable de faire tourner n'importe quelle fonction visuelle avancée de l'interface, notamment « Aero ».

### Matériel nécessaire
Alors que Microsoft déclarait que la plupart des PC fonctionneraient sous Windows Vista, les exigences de certaines des caractéristiques de l'édition Premium (l'interface Aero par exemple) ont eu un impact sur la mise à jour vers ce nouveau système. Si l'on se réfère à un article du Times paru en mai 2006, seulement 10 % des ordinateurs du marché anglais auraient été en mesure d'exécuter la version la plus aboutie de Vista. Beaucoup d'utilisateurs se sont trouvés en possession d'ordinateurs estampillés « Vista Capable », et pourtant dans l'impossibilité d'utiliser le nouveau système d'exploitation.

### Opérations fichiers lentes
Lors de la sortie de Windows Vista, les opérations fichiers (copie et suppression par exemple) étaient bien plus lentes que sur les autres systèmes d'exploitation. Le transfert des données lors de la migration d'un ordinateur non équipé de Vista vers un ordinateur Vista semblait difficile, voire impossible, à moins d'utiliser des chemins de traverse. Six mois après la commercialisation du nouveau système, Microsoft a confirmé l'existence de ces problèmes en diffusant une mise à jour spéciale « performance et fiabilité ». Par la suite, cette mise à jour a été diffusée via Windows Update. Aujourd'hui, elle est intégrée dans Windows Vista SP1.

## Opinion du public et ventes
Avant la sortie de Windows Vista, ses futurs utilisateurs ont mis beaucoup d'espoirs dans ce nouveau système. Soutenus par les promesses des nouvelles fonctionnalités, l'amélioration de la sécurité et de l'interface utilisateur, ces espoirs ont été renforcés par une attente de cinq ans, depuis la sortie de Windows XP. Un grand nombre de professionnels et de particuliers a ainsi prévu de passer à Vista. Cependant, après la sortie du nouveau système, de nombreuses critiques ont fusé concernant la faible compatibilité matérielle, le matériel minimum nécessaire, les « mauvaises » performances. Ces avis ont freiné l'adoption massive du système, aussi bien chez les professionnels que chez les particuliers. Certains sont même allés jusqu'à remplacer Vista par XP, ou un autre système. Il en a découlé un faible taux d'acceptation de Windows Vista et un désintérêt du public, comme l'indiquent les titres de PC World « The biggest tech disappointment of 2007 » et d'Infoworld « #2 Tech's all-time 25 flops ». Le pourcentage d'implantation de Windows Vista en janvier 2008 était de 11,96 %.

La Free Software Foundation lance la campagne BadVista, pour ralentir l'adoption du système d'exploitation et promouvoir les logiciels libres.

Étant donné la croissance élevée du marché des PC depuis la sortie de Windows XP, les ventes du nouveau système ont cependant établi un nouveau record. Dans les premiers mois, 20 millions d'exemplaires de Vista ont ainsi été vendus (le double de Windows XP dans la même période, en octobre 2001). Pourtant, à l'échelle du nouveau marché, ces ventes n'ont rien d'exceptionnel. À titre d'exemple, les ventes du système Mac OS X Leopard ont été doublées par rapport aux ventes de Mac OS X Jaguar, cinq ans plus tôt, en août 2002. PC World rapporte que l'adoption de Vista se fait à un rythme bien moins soutenu que Windows XP. Durant la première année, le pourcentage d'utilisateurs de Windows XP visitant le site web PC World atteint 36 %. Dans le même intervalle, les utilisateurs de Windows Vista ne représentent que 14 %, alors que 71 % des utilisateurs sont toujours sous Windows XP. Electronista rapporte qu'en 2007, les ventes de Vista ont été inférieures à celles de XP. Au Consumer Electronics Show de 2008, Bill Gates a annoncé que 100 millions de copies de Vista avaient été vendues, alors qu'InformationWeek relate que, selon une estimation de Gartner, 250 millions de PC étaient vendus pendant la première année d'existence de Vista. Electronista note également que la croissance de Vista est actuellement inférieure à celle de XP lors de son introduction, et précise que 89 millions de copies de Windows XP avaient été vendues durant la première année de sa commercialisation, et ce, malgré le fait que deux fois moins de PC aient été vendus à cette époque.
Certaines organisations ont dénoncé Vista comme étant à la source de leurs problèmes. Par exemple :
- En octobre 2007, l'association de consommateurs néerlandaise Consumentenbond (en) a invité à boycotter Windows Vista après que le géant du logiciel a refusé d'offrir des copies gratuites de Windows XP aux utilisateurs qui rencontrent des problèmes avec Windows Vista[44],[45].
- En avril 2009, le Sénat du Texas a interdit l’utilisation de Vista dans son administration[46].

Microsoft a annoncé en février 2008 qu'il baisserait le prix de Vista afin de favoriser son implantation. Ces réductions de prix ne s'appliqueront qu'aux ventes au détail, ce qui représente moins de 10 % des ventes totales du système. Les baisses varieraient entre 20 et 48 %, selon les déclinaisons du système.
En 2007, aux États-Unis, un recours collectif (class action en anglais) est lancé contre Microsoft, concernant le label « Vista Capable ». Selon les plaignants, ces machines n’étaient pas à même d'exécuter l’OS dans de bonnes conditions. Dans l'un des emails de Microsoft produits en justice, « un responsable indique clairement que l’éditeur a sous-estimé volontairement les besoins de Vista pour aider Intel à atteindre ses résultats trimestriels. ». L'association Framasoft traduit (2008) un article paru dans le New York Times qui résume la situation.
Windows 7 (qui possède le même numéro de version majeure que Vista : 6) a comblé les quelques lacunes techniques subsistant dans Windows Vista SP1, notamment sur le plan des performances du système et eut de ce fait un plus grand succès critique.